# 上田実 (衆議院議員)

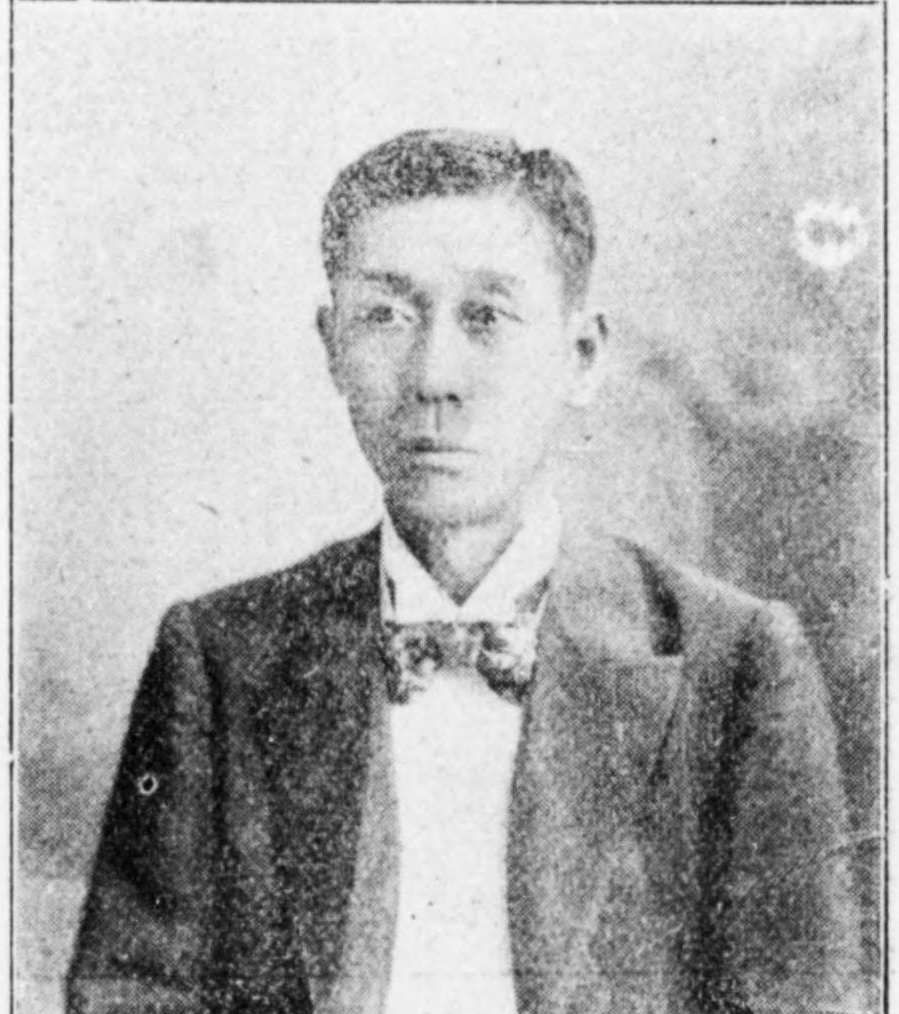
上田実

上田 実（實、うえだ みのる、1857年1月27日（安政4年1月2日） - 1929年（昭和4年）4月8日）は、日本の政治家、衆議院議員（2期）。

## 経歴
山口県出身。漢学と政治経済学を学ぶ。戸長、協同会社赤間関支店長、大道村(現・防府市)会議員、同村長、吉敷郡会議員、同参事会員、山口県会議員、同参事会員、所得税調査委員、学務委員、破産管財人、地方森林会議員となる。
1902年の第7回衆議院議員総選挙において山口県郡部から立憲政友会公認で立候補して初当選した。1903年の第8回衆議院議員総選挙では政友倶楽部から出馬して再選。衆議院議員を2期務め、1904年の第9回衆議院議員総選挙は不出馬。1929年に死去した。